# Kaya Diehl
Kaya Diehl (* 1. Juli 1992 in Frankfurt am Main) ist eine ehemalige deutsche Handballspielerin, die zuletzt beim Zweitligisten SG H2Ku Herrenberg unter Vertrag stand.

## Karriere
Kaya Diehl begann das Handballspielen bei der SG Egelsbach. In der B-Jugend wechselte sie zur HSG Mörfelden/Walldorf. Mit der HSG Mörfelden/Walldorf belegte die Linkshänderin den vierten Platz bei der deutschen A-Jugendmeisterschaft 2009. 2010 schloss sich die Außenspielerin dem Zweitligisten HSG Bensheim/Auerbach an, mit dem sie 2013 in die Bundesliga aufstieg. Ab der Saison 2014/15 lief sie für den Bundesligisten HC Leipzig auf. Mit Leipzig gewann sie 2016 den DHB-Pokal. Ab dem Sommer 2016 stand Diehl beim Zweitligisten SG H2Ku Herrenberg unter Vertrag. Da Diehl aufgrund mehrere Verletzungen zu wenigen Einsätzen kam, wurde sie im März 2017 freigestellt und ein Vertragsende zum 30. Juni 2017 vereinbart. Sie blieb dem Verein jedoch als Trainerin der A-Jugend erhalten.
Kaya Diehl bestritt im November 2007 ihr erstes Länderspiel für die deutsche Jugend-Nationalmannschaft. Mit Deutschland nahm sie an der U18-Weltmeisterschaft 2010 und an der U19-Europameisterschaft 2011 teil.